# Чонгелек
Чонгелек (также Чонгелек Татарский, крымскотат. Çöñgelek, Чёнъгелек) — исчезнувшее село в Ленинском районе Республики Крым, располагавшееся на юго-востоке района и Керченского полуострова, в Ченгулекской балке, у впадения её в юго-восточную часть Тобечикского озера.

## История
Первое документальное упоминание села встречается в Камеральном Описании Крыма… 1784 года, судя по которому, в последний период Крымского ханства Чот Лек входил в Дин Керченский кадылык Кефинского каймаканства.
После присоединения Крыма к России (8) 19 апреля 1783 года, (8) 19 февраля 1784 года, именным указом Екатерины II сенату, на территории бывшего Крымского Ханства была образована Таврическая область и деревня была приписана к Левкопольскому, а после ликвидации в 1787 году Левкопольского — к Феодосийскому уезду. После Павловских реформ, с 12 декабря 1796 года по 1802 год, входила в Акмечетский уезд Новороссийской губернии. По новому административному делению, после создания 8 (20) октября 1802 года Таврической губернии, Чонгелек был включён в состав Акмозской волости Феодосийского уезда.
По Ведомости о числе селений, названиях оных, в них дворов… состоящих в Феодосийском уезде от 14 октября 1805 года , в деревне Чаныш числилось 14 дворов и 180 жителей. На военно-топографической карте генерал-майора Мухина 1817 года деревня Шунгулек обозначена с 10 дворами. После реформы волостного деления 1829 года Ченгулек, согласно «Ведомости о казённых волостях Таврической губернии 1829 года», отнесли к Чурубашской волости (переименованной из Аккозской). На карте 1836 года в деревне 12 дворов. Видимо, вследствие эмиграции крымских татар в Турцию, деревня опустела и на карте 1842 года Чонгелек обозначен условным знаком «малая деревня», то есть, менее 5 дворов.
В 1860-х годах, после земской реформы Александра II, деревню приписали к Сарайминской волости. Согласно «Списку населённых мест Таврической губернии по сведениям 1864 года», составленному по результатам VIII ревизии 1864 года, Чонгелек — владельческая татарская деревня с 15 дворами, 57 жителями и мечетью при соляном озере Тобечикском. По обследованиям профессора А. Н. Козловского начала 1860-х годов, в селении «имеется хорошая пресная вода» в колодцах глубиной 1—5 саженей (от 2 до 10 м). Также имелись ауты, которые с наступлением лета высыхали (Аут — небольшой пруд в степном Крыму, наполнявшийся дождевой и талой водой). На трёхверстовой карте Шуберта 1865—1876 года в деревне Чонгелек обозначено 13 дворов. По «Памятной книге Таврической губернии 1889 года», по результатам Х ревизии 1887 года, в деревнях Кыр-Кояш, Кончек, Узунлар, Чокур-Кояш, Чонгелек, Чобак и Элькеджи-Эли вместе числилось 152 двора и 847 жителей. По «…Памятной книжке Таврической губернии на 1892 год» в безземельной деревне Чонгелек, не входившей ни в одно сельское общество, числилось 111 жителей, домохозяйств не имеющих. На верстовой карте Крыма 1896 года в селении обозначено 28 дворов с татарским населением и мечеть. По «…Памятной книжке Таврической губернии на 1902 год» в деревне Чонгелек, входившей в Сарайминское сельское общество, числилось 90 жителей, домохозяйств не имеющих. По Статистическому справочнику Таврической губернии. Ч.II-я. Статистический очерк, выпуск пятый Феодосийский уезд, 1915 год, в деревне Чонгелек (на земле Малича В. Г.) Сарайминской волости Феодосийского уезда числилось 28 дворов (все дворы безземельные) с татарским населением в количестве 33 человек приписных жителей и 93 «посторонних», из которых 71 мужчина и 55 женщин. Жители землёй не владели, в примечании указано, что у Малича при селении было 658 десятин удобной земли. В хозяйствах имелось 53 лошади, 42 вола, 27 коров и 36 голов овец, свиней, или коз.
После установления в Крыму Советской власти, по постановлению Крымревкома, 25 декабря 1920 года из Феодосийского уезда был выделен Керченский (степной) уезд, а, постановлением ревкома № 206 «Об изменении административных границ» от 8 января 1921 года была упразднена волостная система и в составе Керченского уезда был создан Керченский район в который вошло село (в 1922 году уезды получили название округов. 11 октября 1923 года, согласно постановлению ВЦИК, в административное деление Крымской АССР были внесены изменения, в результате которых округа были отменены и основной административной единицей стал Керченский район в который вошло село, в который включили село. Согласно Списку населённых пунктов Крымской АССР по Всесоюзной переписи 17 декабря 1926 года, в хуторе Чонгелек (татарский), Яныш-Такильского сельсовета Керченского района, числился 21 двор, из них 19 крестьянских, население составляло 99 человек, из них 67 татар, 17 русских, 7 украинцев, 2 белоруса, 6 записаны в графе «прочие». Постановлением ВЦИК «О реорганизации сети районов Крымской АССР» от 30 октября 1930 года (по другим сведениям 15 сентября 1931 года) Керченский район упразднили и село включили в состав Ленинского, а, с образованием в 1935 году Маяк-Салынского района (переименованного 14 декабря 1944 года в Приморский) — в состав нового района. По данным всесоюзной переписи населения 1939 года в селе проживало 176 человек. На километровой карте Генштаба Красной армии 1941 года в селе Чонгелек Татарский обозначено 24 двора.
В 1944 году, после освобождения Крыма от фашистов, согласно постановлению ГКО № 5859 от 11 мая 1944 года, 18 мая крымские татары были депортированы в Среднюю Азию. Судя по доступным данным, опустевшее село не возрождали.

### Динамика численности
- 1805 год — 180 чел.[13]
- 1864 год — 57 чел.[19]
- 1889 год — 847 чел.[23][39]
- 1892 год — 111 чел.[24]

| - 1902 год — 90 чел. - 1915 год — 33/93 чел. - 1926 год — 99 чел. - 1939 год — 176 чел. |